# Maria-Magdalenen-Kapelle (Braunschweig)

Die Maria-Magdalenen-Kapelle vor 1914

Grundriss der Kapelle

Die Maria-Magdalenen-Kapelle in Braunschweig, wegen ihrer Zugehörigkeit zum Stift St. Aegidii auch als Kapelle St. Aegidii bezeichnet, wurde 1499 erbaut und befand sich in der Straße Kleine Burg 8, unmittelbar westlich des heutigen Gymnasiums Kleine Burg. Obwohl die Kapelle, samt Fachwerkanbauten, eines der wenigen frühneuzeitlichen Bauwerke der Stadt war, die die Bombenangriffe des Zweiten Weltkrieges unbeschädigt überstanden hatten, wurde sie im Juli 1955 im Zuge der Erweiterung des Pressehauses der Braunschweiger Zeitung, das sich damals in der Straße Hutfiltern 8 befand, abgerissen. Das so erweiterte Pressehaus wurde 1981, 26 Jahre später, geschlossen und seinerseits abgerissen, um Platz für die Burgpassage, eine Ladenpassage zu machen, die 1983 eröffnet wurde und teilweise über dem ehemaligen Standort der Maria-Magdalenen-Kapelle verläuft. Ende 2018, 35 Jahre nach ihrer Eröffnung, sollte nun wiederum die Burgpassage abgerissen werden, um einer neuen Geschäfts- und Wohnstraße Platz zu machen. Am 4. April 2024 wurde bekannt, dass die Stadt Braunschweig das Areal vom mittlerweile insolventen Investor erworben habe und nun plane, für 95 Millionen Euro die Burgpassage abreißen zu lassen und dort bis 2028 ein Hotel sowie Neubauten mit barrierefreien Wohnungen errichten zu lassen. Auch eine Erweiterung des Gymnasiums Kleine Burg sei geplant. Das Stadtentwicklungsprojekt laufe unter der Bezeichnung „Stiftshöfe“, in Erinnerung an das 1955 dort abgerissene Frauenstift.

## Geschichte

### Ersterwähnung 1237 und Neubau 1499

Fachwerkgebäude des Konvents mit Innenhof. In der Tür steht wahrscheinlich eine der Konventualinnen (Aufnahme um 1915).

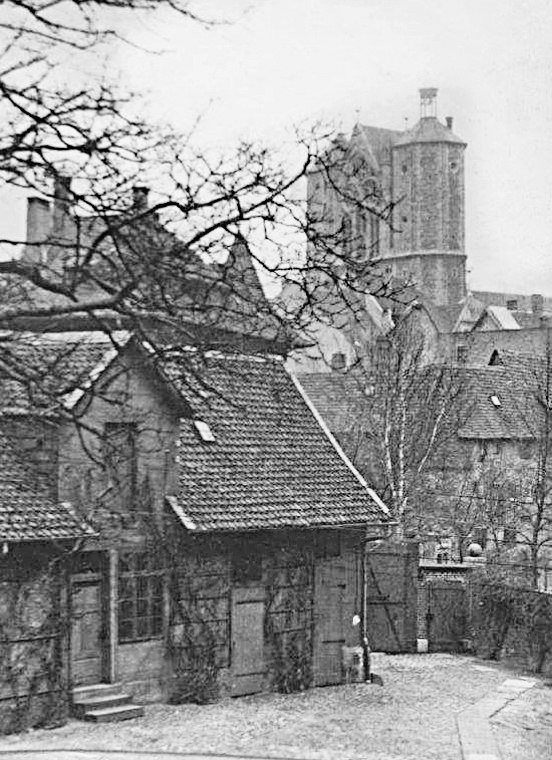
Blick aus dem Innenhof Richtung Dom. Das Foto dürfte vor dem Neubau der Städtischen Höheren Töchterschule (heutiges Gymnasium Kleine Burg) 1867 entstanden sein.

Zeitgenössische Originaldokumente zur Geschichte der Kapelle im Hochmittelalter sind nur sehr wenige überliefert. Die älteste erhaltene Quelle, die über eine Kapelle namens Maria-Magdalenen berichtet, ist die Legenda Sanctorum St. Blasii, des Weiteren ein Codex membranaceus aus dem 13. Jahrhundert sowie die von Hermann Dürre in seinem Hauptwerk Geschichte der Stadt Braunschweig im Mittelalter erwähnte Urkunde aus dem Jahre 1237 aus dem Ordinarius ecclesiae St. Blasii de a 1157 bis 1482. Darüber hinaus wird die Kapelle gleichen Namens mehrfach in einem Degeding-Buch des an den Standort der Kapelle angrenzenden Weichbildes Sack erwähnt.
1237 also wurde in einer Schenkungsurkunde erstmals eine Kapelle in der kleinen Burg erwähnt. In jenem Jahr hat Stiftsherr Winandus dieser Kapelle eine Hufe Land bei Börßum geschenkt. Die Einkünfte daraus sollten dazu verwendet werden, einen eigenen Vikar einzustellen, der der Kapelle auch gleichzeitig als Rektor vorstand. Die Kapelle besaß darüber hinaus weitere Ländereien und verfügte somit über Einkünfte u. a. von zwei Höfen in Klein-Dahlum sowie je einem Hof in Reppner und Broitzem. Erbzinspflichtig waren zwei Höfen in Watenbüttel und zwei Häuser.
Der Historiker Werner Spieß vermutete, dass es sich bei der Maria-Magdalenen-Kapelle um die Hauskapelle der Geistlichkeit des nur wenige Meter nordöstlich des Bauwerks gelegenen Braunschweiger Doms gehandelt haben könnte. Ende des 15. Jahrhunderts wurde die erste Kapelle durch die Maria-Magdalenen-Kapelle ersetzt, deren Grundstein von 1499 erhalten ist. Finanziert wurde dieser Neubau ganz oder zu Teilen aus Geldern, die der Dekan Johannes Blecker und die drei in der Inschrift genannten Kanoniker zur Verfügung stellten. Es handelte sich um ein kleines, polygones, spätgotisches Gebäude. Den Innenraum überdachten zwei Joche mit Kreuzrippen, eine 3/8-Apsis bildete den Abschluss. Von den fünf Fenstern, zeigte eines auf der Nordseite Maria im Strahlenkranz mit dem Jesuskind auf dem Arm und der Inschrift Anno domini m° v° i° (im Jahre des Herrn 1501).
Über die Weitere Nutzung von Kapelle und angeschlossenen Gebäuden, insbesondere in der Zeit bis zu Reformation, aber auch bis in das beginnende 19. Jahrhundert ist fast nichts bekannt. Im Zuge der Säkularisation während der Braunschweiger Franzosenzeit wurden 1810 die Stifte der Stadt weitgehend aufgelöst. Jene, die erhalten blieben, wurden dem Kammergut übertragen – so auch die Maria-Magdalenen-Kapelle.
Ab 1832 schließlich befand sich die Kapelle mit allem was dazu gehörte im Eigentum des Braunschweigischen Kloster- und Studienfonds. In jenem Jahr zog auch der Frauenkonvent des Aegidienklosters in den Gebäudekomplex Kleine Burg 8 um, wobei sich der Name Aegidienstift erhielt. Ursprünglich gehörten die Konventualinnen dem Konvent St. Leonhard an. Nach dessen Zerstörung 1615 waren sie aber nach St. Aegidien umgezogen. Das Frauenstift scheint noch bis zu seinem Abriss 1955 bestanden zu haben.

„Viele alte Damen haben hinter diesen Fenstern in stiller Beschaulichkeit ihr Leben zu Ende geführt und sich ausgeruht von dem Leid, das die Welt draußen den Menschen bereitet.“

„Die Maria-Magdalenen-Kapelle wurde im Herbst 1955 abgebrochen. Für viele Braunschweiger damals unbegreiflich.“

Als das Gymnasium Kleine Burg 1905 erweitert wurde und dabei ein angrenzendes Haus abgerissen werden musste, konnten fünf bis dahin zugemauerte gotische Fenster wieder freigelegt und restauriert werden. Das Maßwerk dieser Fenster zeigte für Braunschweiger Sakralbauten untypische Fischblasenornamente. Noch zur Zeit des Zweiten Weltkrieges wohnten in einem angrenzenden Fachwerkanbau neun Konventualinnen und eine Domina.

„Vor der Burg (sic!) 8 […] dem früheren Stift St. Aegidii, befindet sich ein Fachwerkhaus mit doppelt geschlungener Bandwelle und – von einem Anbau des 18. Jahrhunderts größtenteils verdeckt – lateinischer Inschrift. Es gehört dem 16. Jahrhundert an, ebenso die dazugehörigen nahen Stall- und Wirtschaftsgebäude. An der nördlichen Giebelseite des Hauptgebäudes (und zwischen diesem und anderen Gebäuden gleichsam eingeklemmt) steht noch ein sehr unscheinbares Haus des 15. Jahrhunderts mit Ankerbalkengefüge. Die Wichtigkeit gerade dieser ältesten unserer einheimischen Fachwerkgebäude für die deutsche Hausforschung sei hier nochmals unterstrichen. Solche ohne Zierrat und in einfachster Form gehaltenen Häuser können in ihrem Gefüge wertvollste Hinweise auf den noch weitgehend ungeklärten Fachwerkbau des hohen Mittelalters enthalten!“

### Lage des Grundstücks

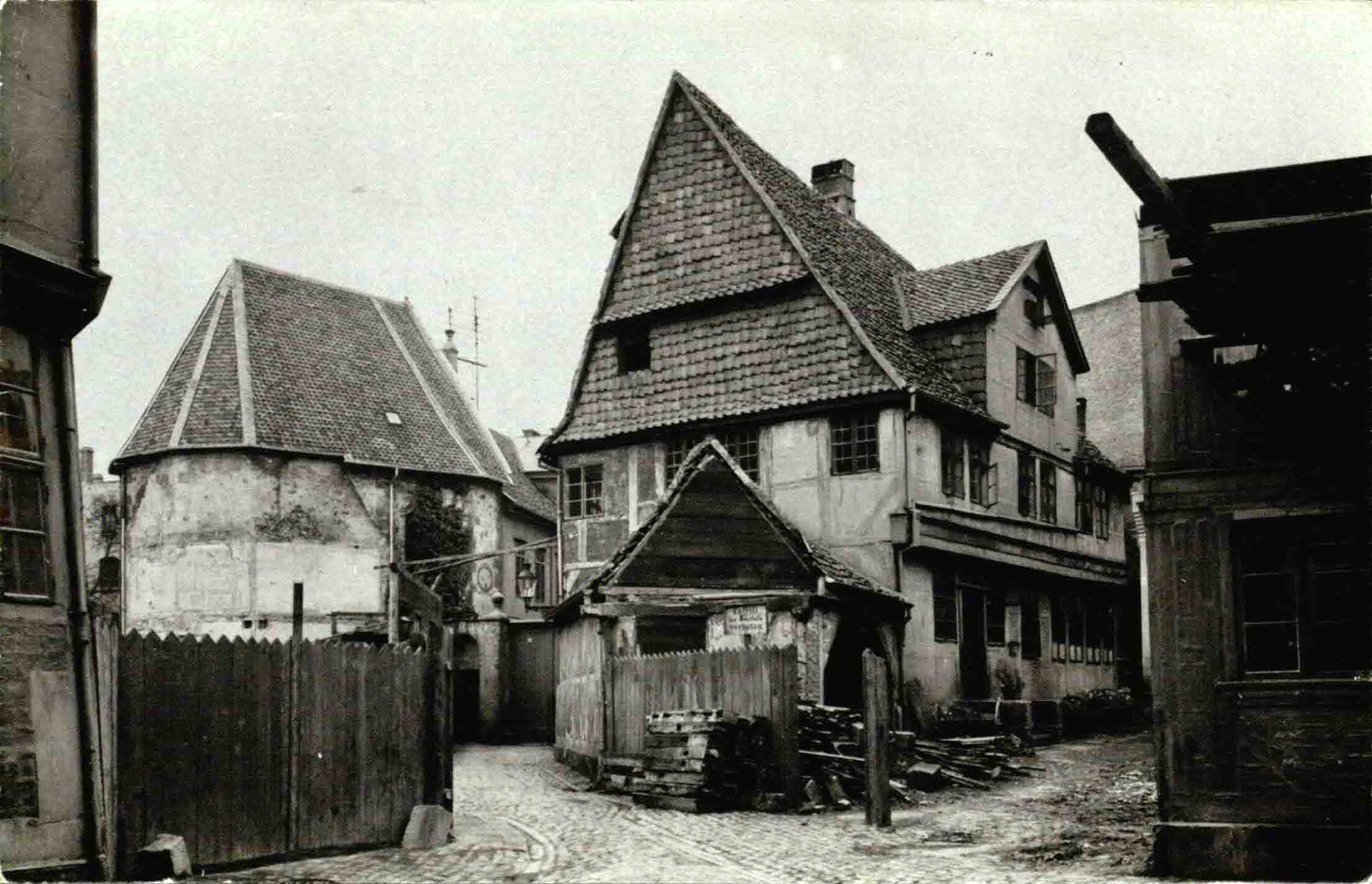
Kapelle (links im Hintergrund) mit Nebengebäude 1905: In der Mitte im Vordergrund der Zugang zum Innenhof zwischen der Kapelle und den Wohn- und Wirtschaftsgebäuden.

Der Gebäudekomplex, zu dem auch die Kapelle gehörte, lag, obwohl in der Innenstadt und nahe dem Dom und dem Kohlmarkt befindlich, dennoch „abgelegen“ und schien fast unzugänglich. Selbst geborenen Braunschweigern war der Ort so gut wie unbekannt, weil er so verborgen lag. Hinter schmucklosen alten Fachwerkhäusern, niedrigen Ställen, alten Speichern, Schuppen und Wagenremisen befanden sich Kapelle, Wohn- und Wirtschaftsgebäude am Ende einer schmalen, krummen, kopfsteingepflasterten Sackgasse.

„Die altersschwachen Gebäude [der Höheren Töchterschule „Kleine Burg“] … machen in Verbindung mit der angrenzenden Maria-Magdalenen-Kapelle einen ländlichen Eindruck, der nicht ohne Romantik ist, aber nur der Ortskundige wird von diesem Teil Alt-Braunschweigs, der der Öffentlichkeit durch seine eigenartige Lage so ziemlich entrückt ist, nähere Kenntnis geben.“

### Zweiter Weltkrieg

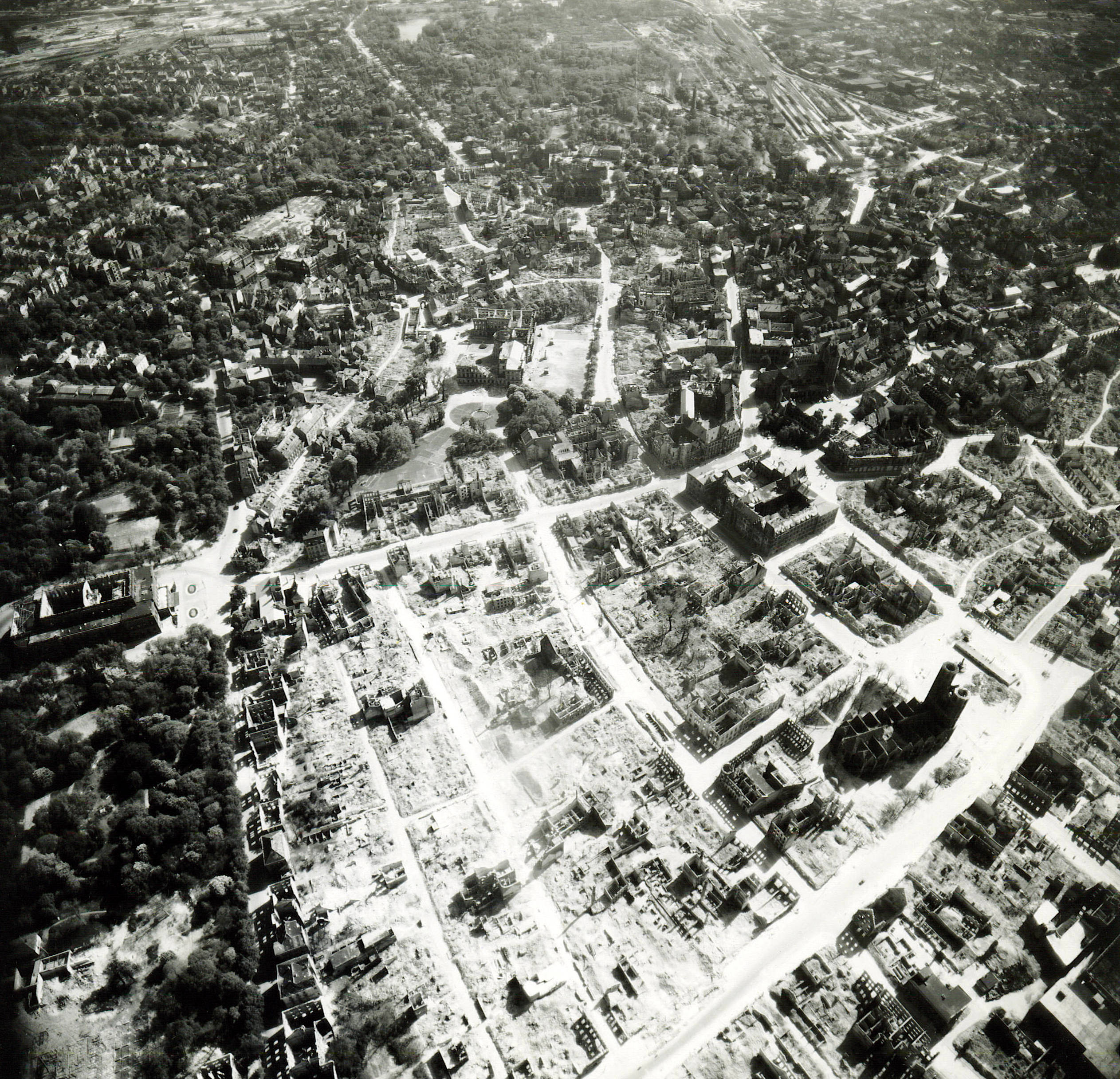
Luftaufnahme der Braunschweiger Innenstadt vom 12. Mai 1945, Blickrichtung Süden: Auflistung markanter Orientierungspunkte unter „Anmerkungen“.

Während des Zweiten Weltkrieges war Braunschweig als wichtiges Verkehrs-, Rüstungs- und Forschungszentrum Ziel zahlreicher alliierter Bombenangriffe, von denen der erste am 17. August 1940 durch die Royal Air Force (RAF) durchgeführt wurde, der letzte schwere fand am 31. März 1945 statt. Bis zur Übergabe der Stadt Braunschweig am 12. April 1945 an die 30. US-Infanteriedivision der 9. US-Armee kamen noch etliche Tieffliegerangriffe in den letzten Tagen vor der Übergabe hinzu.
Der verheerendste Bombenangriff auf Braunschweig fand am 15. Oktober 1944 statt. Durch dieses nächtliche Bombardement entwickelte sich ein Feuersturm, der erst nach mehreren Tagen gelöscht werden konnte. Der Angriff zerstörte große Teile der bereits deutlich kriegsgeschädigten, mittelalterlich geprägten Innenstadt endgültig. Der Zerstörungsgrad der Stadt (innerhalb des Okerringes) lag bei Kriegsende bei 90 %, der Gesamtzerstörungsgrad der Gesamtstadt bei 42 %. Damit gehört Braunschweig zu den zwölf am stärksten kriegszerstörten deutschen Städten.
Von den 20 evangelischen Kirchen Braunschweigs wurde als einzige die Kirche des Kreuzklosters vollständig zerstört, acht wurden schwer beschädigt, fünf leichter und drei gering. Lediglich drei wurde überhaupt nicht beschädigt. Braunschweigs einzige katholische Kirche, die 1710 bis 1712 erbaute Nicolai-Kirche wurde ebenfalls vollständig zerstört, genau so wie die im Stadtzentrum befindlichen Bartholomäuskapelle der evangelisch-reformierten Gemeinde. Die Maria-Magdalenen-Kapelle gehörte zu jenen drei Kirchen, die den Bombenkrieg fast unbeschadet überstanden hatten. Weil die Kapelle der ev.-reform. Gemeinde Braunschweigs so schwer beschädigt war, wich sie bis 1954 für Gottesdienste in die unbeschädigte Maria-Magdalenen-Kapelle. Ihr Pastor war von 1923 bis 1967 Eberhard Frielinghaus (* 22. November 1895 in Wahlstatt/Kr.Liegnitz; † 19. November 1983 in Braunschweig), der in diesen Jahren einige Zeichnungen der Maria-Magdalenen-Kapelle anfertigte (siehe unten).

### Grundstückskauf durch die Druck- und Verlagsgesellschaft Albert Limbach

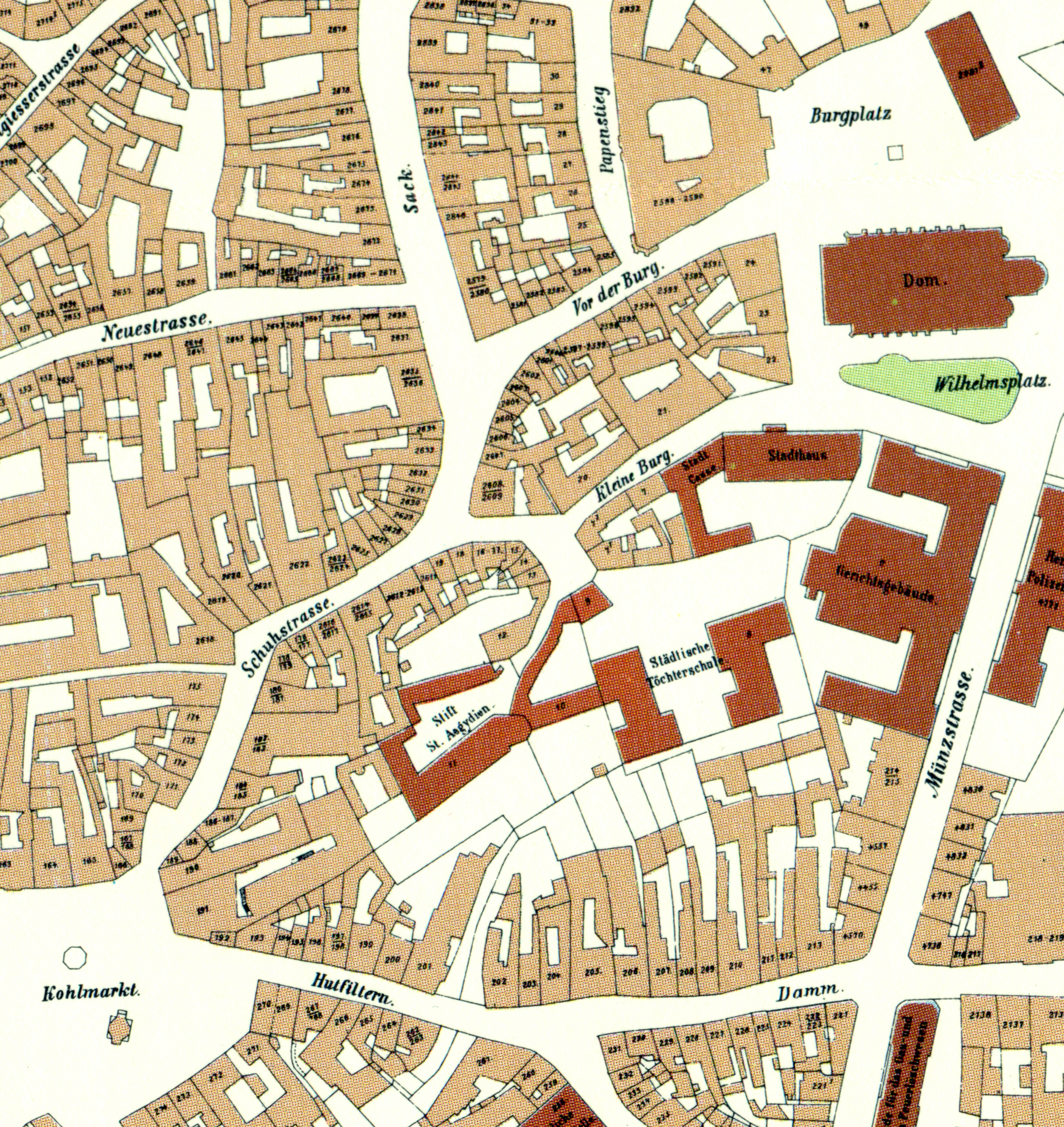
Karte des innerhalb der Umflutgräben belegenen Theiles der Stadt Braunschweig (1885). Der Gebäudekomplex der Maria-Magdalenen-Kapelle und der an sie angrenzenden Wirtschafts- und Wohngebäude befindet sich etwas links der Mitte in dem rotbraunen Bereich mit der Beschriftung Stift St. Aegydien. Links unten der Kohlmarkt, rechts oben der Burgplatz mit Dom, Burg Dankwarderode und dem Braunschweiger Löwen.

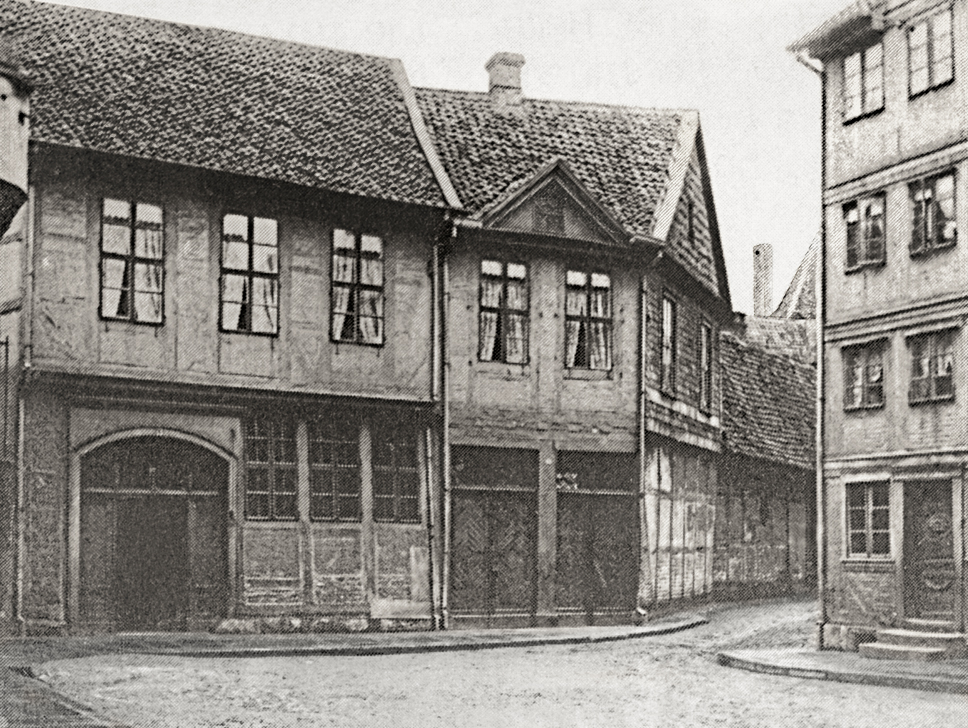
Eingangsbereich zur Städtischen Höheren Töchterschule, dem heutigen Gymnasium Kleine Burg. Die kleine Straße rechts führte in die Sackgasse zur Maria-Magdalenen-Kapelle.

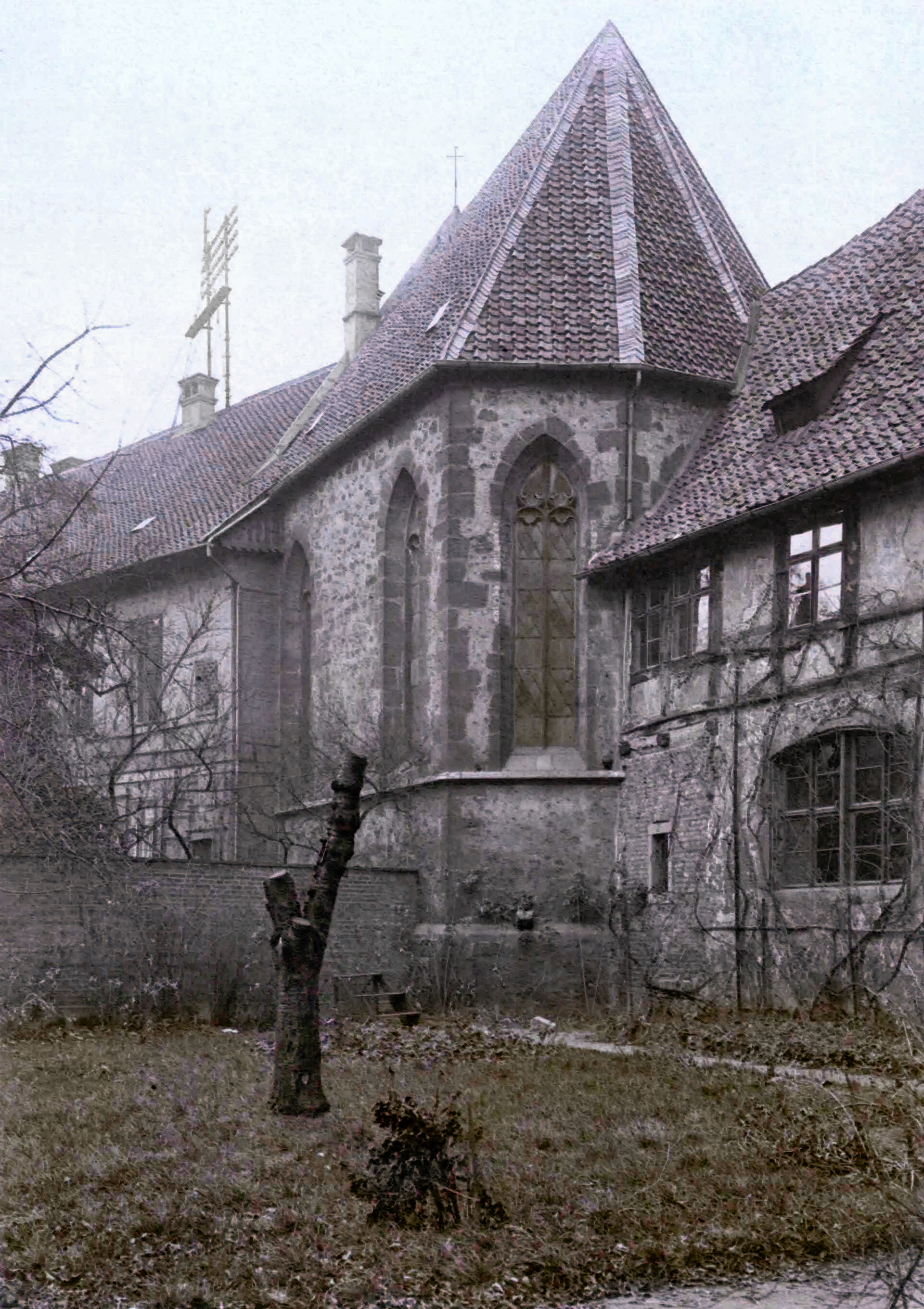
Kapelle 1903

Das Stiftsgelände grenzte an das Grundstück Hutfiltern 8, wo die Druck- und Verlagsgesellschaft Albert Limbach seit 1887 ihren Geschäftssitz hatte. In der Druckerei erschienen zwischen 1880 und 1982 unter anderem verschiedene regionale Zeitungen, darunter ab 1946 auch die Braunschweiger Zeitung.
Am 12. Juli 1940, zu Beginn des Zweiten Weltkrieges, stellte das Unternehmen zum ersten Mal einen Antrag auf „Verkauf des Grundstücks Kleine Burg 8 (Stift und Kapelle St. Aegidien) an Druckerei und Verlag Albert Limbach KG.“ Im Antrag wurde auf die besondere wirtschaftliche Bedeutung des Unternehmens für die Stadt verwiesen und darauf, dass die Maria-Magdalenen-Kapelle erhalten werden und „… in künstlerisch vollkommener Weise für Feierstunden der Gefolgschaft umgestaltet werden …“ solle. Der Antrag ging an das Braunschweigische Finanzministerium (Finanzminister war der NSDAP-Politiker Dietrich Klagges, der in Personalunion auch Ministerpräsident des Freistaates Braunschweig sowie Minister für Volksbildung war), da weder die Evangelisch-lutherische Landeskirche in Braunschweig, noch der Frauenkonvent selbst Eigentümerin des Bauensembles waren, sondern der Braunschweigische Kloster- und Studienfonds. Der Braunschweigische Kloster- und Studienfonds hatte eine besondere rechtliche Stellung, die zu jener Zeit nicht eindeutig geklärt war. Laut eines Schreibens an Ministerpräsident Klagges, verfügte das Stift über „… keine eigene Recht-Persönlichkeit …, sodass … ein Aufhebung des Stiftes […] deshalb [= für den (Ver-)Kauf] nicht erforderlich …“ sei.
Das Braunschweigische Finanzministerium lehnte den Kaufantrag am 15. August 1940 ab, weil die Erweiterung der ebenfalls unmittelbar an das Stiftsgrundstück angrenzenden Schule (das heutige Gymnasium Kleine Burg) Vorrang eingeräumt werden sollte. Die Stadt Braunschweig wiederum hatte Interesse an dem Grundstück, um dort eine Gehörlosenschule einzurichten.
Da es nun mehrere Kaufinteressenten gab, war plötzlich die Aufmerksamkeit der Staatsregierung Braunschweig geweckt. Es wurde geprüft, wohin die Konventualinnen umgesiedelt werden könnten. Die Wahl fiel zunächst auf das Kreuzkloster, was auf Kosten des Landes zunächst hätte instand gesetzt und erweitert werden müssen. Auch andere Unterbringungsmöglichkeiten wurden geprüft. Verschiedene Wertgutachten kamen für das 2108 m² große Stiftsgrundstück zu Werten zwischen 82.797 und 1.119.286 RM.
Zwischenzeitlich war beschlossen worden, das Stift in ein Studentinnenwohnheim umzuwandeln, die für die Umquartierung der Stiftsdamen notwendigen Bauarbeiten am Kreuzkloster waren Ende 1941 bereits weit fortgeschritten und die Übergabe des neuen Studentinnenwohnheims an die Stadt Braunschweig für den 1. April 1942 geplant. Aufgrund des fortschreitenden Krieges wurde diese Planung jedoch nicht mehr umgesetzt.
Am 18. Mai 1942 wandte sich Harald Voigt, Eigentümer des Druckhauses Limbach, erneut mit dem Kaufanliegen an Heinrich Steinmann, Ministerialrat im Reichsluftfahrtministerium und bat ihn, in der Angelegenheit bei Klagges vorstellig zu werden. Zur Bekräftigung seines Interesses bot Voigt zwei Immobilien zum Tausch für Kleine Burg 8 an. In einem handschriftlichen Vermerk dazu wurde vorgeschlagen, der Firma Limbach ein Vorkaufsrecht einzuräumen. Dieser Vermerk ist der erste Beleg, der den möglichen Abriss der Kapelle in Erwägung zieht, da diese baufällig sei und „… abgerissen werden [könne], da sie keinen kunstgeschichtlichen Wert habe.“ In einem internen Schreiben des Braunschweigischen Finanzministeriums vom 4. Oktober 1940 war dessen Verfasser Freist allerdings davon ausgegangen, dass die Maria-Magdalenen-Kapelle unter Denkmalschutz stehe. Im Juni 1942 wurde der Druckerei vom Staatsministerium mitgeteilt, dass es eine grundsätzliche Bereitschaft gebe, „… einen Teil des Grundstücks Kleine Burg 8 […] zu verkaufen“ – sofern gleichzeitig die beiden Immobilien an den Staat verkauft würden.
Am 10. August 1942 bestätigte das Finanzministerium erneut, dass „Die auf dem Grundstück stehende Kapelle, die kirchlichen Zwecken nicht mehr dient, […] sofort zum Abbruch […] überlassen werden“ könne. Diese Überlassung zum Abriss wurde ebenfalls noch ein Mal im Vorvertrag zwischen dem Klosterfonds, vertreten durch das Staatsministerium und der Firma Limbach festgehalten. Offensichtlich ohne Kenntnis der Absprachen hatte das Hochbauamt der Stadt aber in der Zwischenzeit Sanierungsarbeiten an den Stiftsgebäuden durchführen lassen und erfuhr erst am 23. Oktober 1942 von den zwischen Staatsministerium und Firma Limbach getroffenen Vereinbarungen. In einem Schreiben des Hochbauamtes äußert dieses Verwunderung über den bevorstehenden Verkauf und dass „… jetzt der Abbruch sämtlicher Gebäude gestattet werden soll, obwohl die dadurch geförderte Erweiterung des in der Stadtmitte gelegenen Druckereibetriebes aus Gründen des Städtebaus und des Luftschutzes unerwünscht ist.“ Insbesondere wurde in dem Schreiben an das Finanzministerium darauf hingewiesen, dass der Denkmalschutzausschuss bisher immer die Erhaltung der Maria-Magdalenen-Kapelle gefordert habe und somit das Grundstück nicht verkauft werden könne.
Am 12. November 1942 schrieb der Braunschweigische Finanzminister dem Braunschweigischen Minister für Volksbildung: „Im Rahmen der notwendigen Planungen besteht keine Möglichkeit, die Kapelle irgendwie der Öffentlichkeit zugänglich zu machen. Nach hiesigem Dafürhalten kann sie auch nicht als so wertvoll angesehen werden, daß dadurch die erwähnten Planungen auf die Dauer unterbunden werden dürften.“ Im selben Schreiben weist das Ministerium ausdrücklich darauf hin, dass, die Maria-Magdalenen-Kapelle nur dann abgerissen werden dürfe, wenn vorher deren Denkmalschutzstatus aufgehoben würde. Daraufhin antwortete der Minister für Volksbildung: „… die Kapelle [sei] nicht in dem Sinne unter Denkmalschutz wie eine Reihe von Wohnhäusern […], die in einem Denkmalbuch eingetragen sind. Eine Aufhebung des Denkmalschutzes ist also gegenstandslos.“ Der Volksbildungsminister stimmte dem Abriss zu, wenn zwingende [dafür] Gründe vorliegen und verlangte in diesem Fall lediglich, dass kunsthistorisch wichtige Bauteile vor dem Abriss zu bergen und dem Ministerium zu übergeben seien.
Am 4. April 1944 wurde der Vertrag zwischen dem Klosterfonds und der Druckerei Limbach geschlossen. Er enthält unter § 4 II den Passus:

„Falls die Kapelle … abgebrochen werden soll, ist der Braunschweigische Minister für Volksbildung [seinerzeit Ministerpräsident Dietrich Klagges] mindestens 1 Monat vor Beginn des Abbruchs zu benachrichtigen. [Ihm] steht das Recht zu, die Herausgabe von Bestandteilen oder sonstigen Gegenständen zu verlangen, die nach seinem Ermessen kunsthistorische Bedeutung haben. Diese Bestandteile und Gegenstände gehen ohne Entschädigung in des Eigentum des Kloster- und Studienfonds über.“

Damit wurde vertraglich festgeschrieben, dass die neue Eigentümerin des Grundstücks, die Firma Limbach, die alleinige Entscheidungsbefugnis über den Abriss hatte.
Der Tauschvertrag von 1944 führte in der Nachkriegszeit zu einem langwierigen Rechtsstreit zwischen dem Braunschweigische Kloster- und Studienfonds und der Firma Limbach, der erst Ende 1951 mit einem Vergleich abgeschlossen werden konnte. Dieser bestand unter anderem darin, dass sich der Fonds verpflichtete, die Gebäude Kleine Burg 8 bis 30. Juni 1953 zu räumen.

### Zeit nach dem Zweiten Weltkrieg

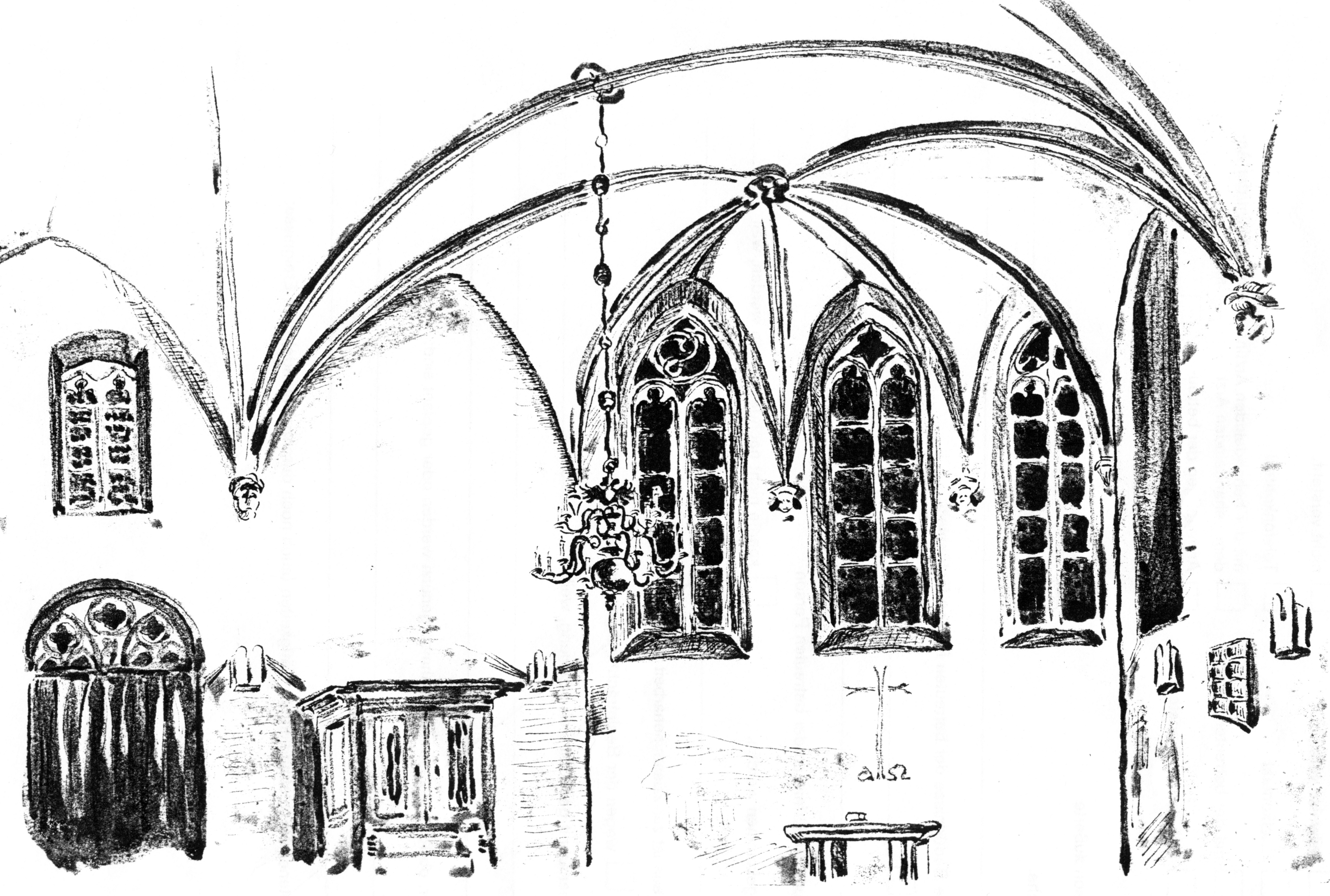
Innenraum der Kapelle, 1950. Zeichnung von Eberhard Frielinghaus, Pastor der ev.-reform. Gemeinde. Sie zeigt das Eingangsportal (links), die 4 Konsolköpfe und im Zentrum der aus dem 17. Jh. stammende Kronleuchter der Gemeinde, den diese aus dem Schutt der Bartholomäuskapelle barg und ihn hier aufhängte.

Im Gegensatz zu großen Teilen der Braunschweiger Innenstadt, überstand die Maria-Magdalenen-Kapelle die Bombenangriffe des Krieges unbeschädigt. Die Räumlichkeiten wurden von der nahe gelegenen Bartholomäusgemeinde, deren Kirche schwer beschädigt war, übergangsweise für Gottesdienste genutzt.

„Ich erinnere mich gut an dies uralte Häuser-Geviert, das über den heute noch existierenden Weg an der Schulmauer [des Gymnasiums Kleine Burg] entlang zu erreichen war. Die mit Efeu bewachsenen gelben Fachwerkgebäude – das älteste von 1520 – umgaben einen winzigen Hof, dessen Mitte ein Rasenrondell mit Büschen und Blumen zierte. Es war ein stiller, ein verwunschen wirkender Ort mitten im Großstadt-Trubel … Den Mittelpunkt dieses Idylls bildete die Maria-Magdalenen-Kapelle.“

### Eigentümer und Bewohner zwischen 1940 und 1955
Die Braunschweigischen Adressbücher für die Jahre 1940, 1942, 1950, 1952 und 1955/56 führen die folgenden Personen und Institutionen als Eigentümer oder Bewohner, bzw. Nutzer des Gebäudekomplexes an. 1940 war das Jahr, in dem die Firma Albert Limbach am 12. Juli zum ersten Mal einen Antrag auf Verkauf des Grundstücks Kleine Burg 8 (Stift und Kapelle St. Aegidien) an Druckerei und Verlag Albert Limbach KG stellte. 1942 erschien das Adressbuch zum letzten Mal während des Krieges. Die erste Nachkriegsausgabe erschien 1950, gefolgt von 1952 und 1955/56 (Datenstand: 15. Januar 1955), dem Jahr des Abrisses der Maria-Magdalenen-Kapelle und ihrer Nachbargebäude.
Die Eigentumsverhältnisse scheinen bis zum Abriss nicht eindeutig geklärt gewesen zu sein, denn in all den genannten Jahren ist als (Mit-)Eigentümerin immer das Stift St. Aegidii angegeben. Letzte Domina des Stiftes war Mathilde Schwarzenberg. Sie wohnte bereits seit mindestens 1936 dort. Sie muss zwischen 1942 (letzte Erwähnung im Adressbuch) und 1950 verstorben sein. Die letzte Konventualin, die bis zum Abriss unter der Anschrift Kleine Burg 8 gewohnt hat, war die Johanniterschwester Elisabeth Kaempfe, die ebenfalls bereits seit mindestens 1936 dort gelebt hatte.
| Name | 1940 | 1942 | 1950 | 1952 | 1955/56 | Zusatz                            | Bemerkung                                                                                             |
| --- | ---- | ---- | ---- | ---- | ------- | --------------------------------- | --- |
| Stift St. Aegidii | x    | x    | x    | x    | x       | 1952: 1. Etage                    | 1940–1955: Eigentümer (Vereinigter Kloster- und Studienfonds) 1952: Eigentümer (Firma Albert Limbach) |
| Vereinigter Kloster- und Studienfonds | x    | x    |      |      |         |                                   | Eigentümer                                                                                            |
| Schwarzenberg, Mathilde | x    | x    |      |      |         | Erdgeschoss                       | Domina                                                                                                |
| Schwarzenberg, Bertha, Frl. | x    | x    |      |      |         | Erdgeschoss                       | |
| Schwarzenberg, Franziska, Frl. | x    | x    |      |      |         | Erdgeschoss                       | |
| Brandes, Marie, Frl. | x    |      |      |      |         | Erdgeschoss                       | |
| Kuhne, Elsbeth, Frl. | x    | x    |      |      |         | Erdgeschoss                       | Stiftsdame (1942)                                                                                     |
| Bank, Elsbeth, Frl. | x    | x    |      |      |         | Erdgeschoss                       | |
| Schaarschmidt, Hedwig, Frl. | x    | x    |      |      |         | Erdgeschoss                       | |
| Günther, Else, Frl. | x    | x    |      |      |         | Erdgeschoss                       | |
| Heusinger, Charlotte, Frl. | x    | x    |      |      |         | 1. Etage                          | |
| Kaempfe, Marianne, Frl. | x    | x    | x    |      |         | Seitengebäude 1                   | Johanniterschwester                                                                                   |
| Kaempfe, Elisabeth, Frl. | x    | x    | x    | x    | x       | Seitengebäude 1                   | Johanniterschwester                                                                                   |
| Hartmann, Artur | x    | x    | x    | x    |         | Seitengebäude 1 1952: Erdgeschoss | Arbeiter (1940 + 1942), Hausmeister (1950 + 1952)                                                     |
| Hartmann, Helmut |      |      | x    | x    |         | Erdgeschoss                       | Fleischer                                                                                             |
| Bellinghofen, Helmut |      |      | x    |      |         |                                   | Schlosser                                                                                             |
| Schilling, Johanne, Frl. |      |      | x    | x    |         |                                   | |
| Limbach, Albert (1952: Präsident des Niedersächsischen Verwaltungsbezirks Braunschweig, Flüchtlingsreferat, Landesfürsorge- und Jugendamt, Wohlfahrtsausschuß für den Nieders. Verwaltungsbezirk Braunschweig) |      |      |      | x    | x       |                                   | Eigentümer 1952: Stift St. Aegidii                                                                    |
| Müller, Anna, Witwe |      |      |      | x    | x       |                                   | geb. Schilling                                                                                        |
| Zwietasch, Luise, Frau |      |      |      | x    | x       | Erdgeschoss                       | geb. Behme                                                                                            |
| Penz, Helmut |      |      |      | x    | x       |                                   | Arbeiter                                                                                              |
| Sorgenfrei, Richard |      |      |      |      | x       |                                   | Chemigraph                                                                                            |
| Willim, Johann |      |      |      |      | x       |                                   | Hausmeister                                                                                           |
| Flüchtlingsdezernat |      |      |      | x    |         |                                   | |
| Bezirksjugendpfleger |      |      |      | x    |         |                                   | |
| Hauptfürsorgestelle der Kriegs- beschädigten- und Kriegshinter- bliebenenfürsorge, Staatsbank |      |      |      | x    |         |                                   | |

### Zerstörung 1955
Die in der Straße Hutfiltern 8, südlich der Kapelle gelegene und dort seit Jahrzehnten ansässige Braunschweiger Zeitung, bzw. der Limbach-Verlag, hatte bereits während des Zweiten Weltkrieges geplant, den Geschäftsbetrieb an diesem Standort zu vergrößern und auszubauen. Entsprechende Planungen lagen bereits vor, konnten aber wegen des fortschreitenden Krieges nicht umgesetzt werden.
Durch die großflächigen Zerstörungen und die am 17. Juni 1946 in Braunschweig offiziell begonnene Trümmerräumung waren enorme Freiflächen und Brachen entstanden, die für die von der Firma Limbach beabsichtigte Betriebserweiterung hätten genutzt werden können – eine Möglichkeit, die vor, bzw. während des Krieges nicht gegeben war. Eigentümer des Grundstücks, auf dem sich das spätmittelalterliche Gebäudeensemble befand, war der Braunschweigische Kloster- und Studienfonds, verwaltet vom Verwaltungsbezirk Braunschweig. Diese verkaufte das Grundstück Anfang der 1950er Jahre an den Limbach-Verlag. Anstatt aber nun die durch Kriegseinwirkung entstandenen Freiflächen für die Umsetzung des Bauvorhabens für sich zu nutzen, hielt Limbach an den alten Plänen fest und teilte dem Präsidenten des Verwaltungsbezirks Braunschweig, Hubert Schlebusch (SPD), am 4. November 1954 schriftlich mit, dass … die auf dem Grundstück Kleine Burg 8 befindliche Kapelle im nächsten Monat aus baulichen Gründen … abgerissen würde.
Der damalige Landeskonservator und oberste Denkmalschützer des Landes Braunschweig, Kurt Seeleke, kommentierte das Geschehen wenige Tage später wie folgt:

„Selbst unter Berücksichtigung der Tatsache, daß zur Zeit der Vertragsschließung die Altstadt Braunschweig mit ihrer Fülle historischer Gebäude noch erhalten war, muß die bedenkenlose Preisgabe dieser Kapelle seitens der Vertreter des damaligen Staates als unverständlich und unverantwortlich bezeichnet werden. Der Vertrag ist ohne Anhörung des zuständigen Denkmalpflegers formuliert worden. Mit der Beseitigung der Maria-Magdalenen-Kapelle würde das in seiner Art einzig erhaltene Beispiel eines städtischen Stiftes, das aus Kapelle, Wohn- und Wirtschaftsgebäuden zu bestehen pflegte, in seiner charakteristischen baulichen Struktur, auf die es in diesem Fall insbesondere ankommt, vernichtet […] die mit polygonalem Chorschluss aus dem 15 Jahrhundert stammend[e Kapelle], [ist] das interessanteste und einzig erhaltene Beispiel dieser Baugattung in der Braunschweiger Altstadt.“

Künstleransichtskarte des Portals von Rudolf Sievers.

Aufgrund der kultur- und baugeschichtlichen Bedeutung des Stiftsensembles machte Seeleke dem Verlagsinhaber Hans Eckensberger, gleichzeitig auch Herausgeber und Verleger der Braunschweiger Zeitung den Vorschlag, das schützenswerte Grundstück gegen ein anderes zu tauschen, das ebenfalls an das Verlagsgelände grenzte. Der Verlag bekundete seine „grundsätzliche Bereitschaft“ zu diesem Vorschlag. Auch Oberstadtdirektor Erich Walter Lotz und Stadtbaurat Willi Schütte sowie der Präsident des Verwaltungsbezirks Braunschweig Hubert Schlebusch unterstützten Seelekes Vorhaben. Dennoch entschied sich der Planungsausschuss der Stadt Braunschweig für den Abriss der Maria-Magdalenen-Kapelle mit allen dazugehörigen Nebengebäuden.

#### Sitzungen des Bau-Planungsausschusses der Stadt
Der Bau-Planungsausschuss der Stadt befasste sich erstmals am 24. November 1954 mit den Erweiterungs- und Abrissabsichten des Verlages. Kurt Seeleke war bei dieser Besprechung anwesend. Nachdem das Bauvorhaben geschildert worden war, wies Seeleke auf die besondere historische Bedeutung des Ensembles hin und wurde in seiner Ansicht von Daniel Thulesius, Professor für Architektur an der Technischen Hochschule Braunschweig unterstützt, der bemerkte:

„Ein Abbruch würde der früher eingeleiteten falschen Entwicklung Vorschub leisten. Die historisch kostbare Situation muss erhalten bleiben.“

Ein Oberbaurat erklärte, dass der vom Verlag als für den Betrieb der neuen Rotationspresse für notwendig erklärte Abriss, indes nicht nötig sei. Es wurde ein Lokaltermin anberaumt, der am 8. Dezember im Beisein von Verlagseigner Eckensberger stattfand. In der anschließenden Ausschusssitzung wurde festgestellt, dass seitens des Verlages keine konkreten Pläne existierten. Erneut wurden Einwände vorgetragen, diesmal u. a. von Julius Petersen, ebenfalls Professor für Architektur an der TH Braunschweig. Des Weiteren wurde festgestellt, dass die Denkmalschützer Seeleke für Braunschweig und Karpa für das Land Niedersachsen „auf ordentlichem Wege“ Einspruch gegen den Abriss erhoben hätten. Ein Erweiterungsbau nach Nordwesten, der den Abriss unnötig mache, sollte geprüft werden.
In der Sitzung vom 2. Februar 1955 lagen Pläne und Modelle vor. Es wurden zwei Optionen diskutiert: Erweiterung nach Norden und nach Süden. Walter Oehler, Präsident der Handwerkskammer Braunschweig, stellte fest, dass der Verlag jetzt ein Gebäude mit sieben – statt der bisher immer genannten zwei – Stockwerken errichten wolle.
Die Sitzung vom 23. März 1955 kam auf Antrag des Architekten des Verlages zustande. Es wurde diskutiert, vier statt sieben Geschosse zu genehmigen. Der Verlag beabsichtigte, eine Erhöhung der baulichen Ausnutzung seines neuen Grundstückes und somit eine verbesserte Ausnutzungsziffer des Neubaus zu erzielen, was im Gegenzug den Abriss des Kapellenensembles notwendige mache. Eine endgültige Entscheidung wurde nicht getroffen, weil noch weitere Gespräche zwischen dem Baudezernat und anderen Behörden anstanden.
Bei seinen jüngsten Recherchen im Stadtarchiv Braunschweig stellte Wolfgang Jünke, Pastor der Martin-Chemnitz--Gemeinde und Stadtteilheimatpfleger der Lindenberg-Siedlung fest, dass die Akten des Bauordnungsamtes der Stadt exakt für den Zeitraum 1954 bis 1955 „eine akkurate Lücke“ aufweisen. Genau in diesem Zeitraum wurde die endgültige Entscheidung für den Abriss der Maria-Magdalenen-Kapelle gefällt.

#### Interventionen zum Erhalt der Maria-Magdalenen-Kapelle
Nach Kriegsende kam es zu mehreren Vorstößen von verschiedenen Seiten, den drohenden Abriss der Kapelle und der dazugehörigen Wirtschafts- und Wohngebäude zu verhindern. Letztlich waren alle vergebens.

##### Durch den Landeskonservator des Landes Braunschweig
Neben dem Schreiben Kurt Seelekes vom 18. November 1954 (s. o.), wandten sich noch Repräsentanten weiterer Institutionen an den Verlag, aber auch an das Land Niedersachsen.

##### Durch die Ev.-luth. Propstei Braunschweig
Knapp vier Wochen nach Seelekes Schreiben, reagierte die Propstei Braunschweig mit Schreiben vom 14. Dezember 1954 auf ein Schreiben des Verlagsinhabers Hans Eckensberger vom 13. Januar des Jahres, in dem dieser angekündigt hatte, dass er „… die Maria-Magdalenen-Kapelle … erhalten und nur für solche Zwecke verwenden würde, die eines ehemaligen Gotteshauses würdig sind.“ Zwischen Januar und Dezember hatte sich diese Haltung jedoch geändert und der Abriss war nun doch beschlossen worden. Die Propstei bat deshalb mit Nachdruck darum:

„… dieses Gotteshaus dem kirchlichen Gebrauch zu erhalten und uns in der gleichen Weise zur Verfügung zu stellen, wie Sie es vorher der Reformierten Gemeinde gegenüber getan haben. Bei dem Wenigen, was wir noch an alten kirchlichen Bauwerken haben, liegt uns sehr daran, dass hier nicht ein unwiederbringlicher Schaden entsteht.“

Noch Ende Januar 1955 fanden erneut Gespräche zwischen allen Beteiligten statt und es hieß zunächst, dass das „Interesse an der Erhaltung der Maria-Magdalenen-Kapelle so groß ist, daß der Staat die Abtretung des Grundstücks verlangen soll“. Selbst der oberste Landeskonservator Niedersachsens, Oskar Karpa schaltete sich in die Debatte ein, um die Zerstörung des Kulturgutes doch noch abzuwenden.
Die Firma Limbach führte an, der Abriss der Maria-Magdalenen-Kapelle sei deshalb notwendig, weil die alten Räumlichkeiten Hutfitern 8 für die Aufstellung der neuen Rotationspresse nicht ausreichten. Die Druckerei bot jedoch an, vom Abriss der Kapelle absehen zu wollen, wenn die Stadt Braunschweig stattdessen die Schule Kleine Burg abreißen ließe.
Auf diesen Vorschlag reagierte die Stadt insofern zunächst positiv, als sie unter der Bedingung, dass zum Ausgleich des Abrisses der alten Schule ein Schulneubau zu errichten sei, Bereitschaft dazu signalisierte. Da Braunschweig jedoch aufgrund der städtebaulichen und damit einhergehend finanziellen Probleme zu einer Finanzierung dieses Neubauvorhabens nicht in der Lage war, hätte wiederum das Land Niedersachsen diese Kosten aufbringen müssen.

##### Durch das Stadtkirchenbauamt der Propstei Braunschweig
Am 1. Februar 1955 wandte sich Oberlandeskirchenbaurat Friedrich Berndt, Leiter des Stadtkirchenbauamtes der Stadt Braunschweig, an das Landeskirchenamt in Wolfenbüttel. Unter Verweis auf den Vorschlag Eckensbergers, die Maria-Magdalenen-Kapelle abzubauen und an anderer Stelle wieder aufzubauen, der aber weder zu finanzieren, noch sinnvoll sei, da damit die „… historisch und architektonisch bedeutsame(n) Situation verloren geht.“ Des Weiteren wies Berndt darauf hin, dass unter anderem auch Regierungsbaurat von Stuckrad das Landeskirchenamt um Intervention bitte, wie auch Landeskonservator Karpa und Bezirkskonservator Seeleke.

„Da jedoch bereits ein Beschluss des Bauausschusses der Stadt Braunschweig auf Abbruch vorliegen soll, erscheint es sehr schwierig, das Gebäude zu erhalten.“

##### Durch den Landesbischof der Ev.-luth. Landeskirche Braunschweig
Am 22. Februar 1955 schließlich wandte sich Martin Erdmann, Landesbischof der Ev.-luth. Landeskirche Braunschweig mit einem Schreiben direkt an Richard Voigt (SPD), Kultusminister des Landes Niedersachsen. Darin wies Erdmann mit Nachdruck nicht nur auf die kulturhistorische Bedeutung der Maria-Magdalenen-Kapelle hin, sondern auch auf den Umstand, dass sie den Krieg nicht nur unbeschädigt überstanden hatte und der Reformierten Gemeinde jahrelang zur Verfügung gestanden hatte, bis deren schwer beschädigte Kirche erneuert worden war, sondern auch darauf, dass zahlreiche andere, zum Teil schwer beschädigte, Kirchengebäude in Braunschweig mit großen öffentlichen Mitteln und unter großen Opfern wieder aufgebaut worden waren. Schließlich bat Erdmann den Minister, sich persönlich für den Erhalt des gotischen Bauwerks einzusetzen.
Fünf Monate später, am 23. Juli 1955, erhielt Erdmann die Antwort per Schreiben des Staatssekretärs Helmut Bojunga, indem dieser ihm mitteilte, dass dem Land Niedersachsen weder rechtliche Möglichkeiten der Verhinderung des Abrisses zur Verfügung stünden, noch es sich finanziell in der Lage sehe, die Kosten für den vorgeschlagenen Schulneubau zu übernehmen und lehnte damit Erdmann Ersuchen ab.
Damit war das Schicksal der Maria-Magdalenen-Kapelle besiegelt. Alle Bemühungen um den Erhalt des Ensembles scheiterten „an der Unentschlossenheit der Verhandlungspartner“, wie in der „summarischen Übersicht über die wichtigsten Objekte der denkmalpflegerischen Arbeit während des Rechnungsjahres 1954/55“ konstatiert wird. Wenige Tage später erfolgte schließlich der Abriss im Juli 1955.

### Geborgenes und Verschollenes aus der Kapelle
Lediglich einige wenige Stücke besonderen Interesses wurden vor Beginn der Abrissarbeiten geborgen und konnten so erhalten werden. Darunter das Portal, das im Frühsommer 1966, elf Jahre nach dem Abriss der Kapelle und ohne die Holzfüllungen, in die Südseite des neuen Predigerseminars, Alter Zeughof 1, eingebaut wurde. Der Grundstein aus dem Jahre 1499 mit einer halbplastisch herausgearbeiteten Figur der Maria Magdalena und einer Kupferplatte mit Inschrift. Dieser Grundstein war jahrzehntelang in verschiedenen Räumen der Braunschweiger Zeitung „… in einer Vitrine aus „einbruchssicherem Glas“ im Verlagshaus Limbach …“ aufgestellt. Zunächst unmittelbar nach Beseitigung von Kapelle und angeschlossenen Gebäuden befand er sich im (alten) Verlagsgebäude Hutfiltern 8 und nach dessen Abriss und Umzug der Braunschweiger Zeitung 1981 in neue Verlagsräume in der Hamburger Straße 277 ausgestellt, wo er sich noch 2001 befand. Nach dem Umzug der Braunschweiger Zeitung Ende 2014 in ein neues Gebäude, diesmal Hintern Brüdern 23, befindet sich der Grundstein jetzt dort.
Ob der reich verzierte Schlussstein des Kreuzgewölbes geborgen oder mit dem Bauschutt entsorgt wurde, ist unbekannt.

#### Grundstein von 1499
Der Grundstein der Maria-Magdalenen-Kapelle ist wegen der mit ihm verbundenen Skulptur einmalig und damit von besonderer Bedeutung, denn es ist kein weiterer derartig gestalteter Grundstein für das Mittelalter belegt. Sowohl Sabine Wehking, als auch der Wilfried E. Keil, beide Historiker, bezeichnen den Grundstein als … ein für die mittelalterliche Stadtgeschichte [Braunschweigs] zentrales Objekt von beträchtlicher Qualität … (Wehking), bzw. … etwas sehr Außergewöhnliches … (Keil).
In den Grundstein der Maria Magdalenen-Kapelle wurde eine Tafel aus Kupfer eingelassen. Der rechteckige Stein (81 × 57 cm) weist an den Ecken geritzte Medaillons mit den Symbolen der vier Evangelisten auf. In der Mitte wurde die fast vollplastische Figur der Maria Magdalena auf einem Sockel stehend und mit der rechten Hand ein Salbgefäß haltend aus dem Stein gearbeitet. Links von ihr ist die Jahreszahl 1499 senkrecht sichtbar in den Stein gemeißelt. Jede Ziffer ist 11,8 cm hoch. Rechts der Figur ist die Kupfertafel (29 × 15,7 cm) mit einer gravierten Inschrift.
Originaltext in 6 mm hohen gotischen Minuskeln mit Versalien (rechts oben abgesetzt beginnend mit ioha(n)nes b):

“ioha(n)nes bb) / S(an)c(t)a ma(r)ia mad(ale)nac) senior [decan(vs)]d) / Johan(ne)s blecker decan(vs) n(oste)r detmar(vs) becker / Teodericvs breiger Jordan(vs) de medinck / cano(n)ici deder(vn)t de cvrijs eorv(m) ad ea(n)da(m)e) ca/pella(m) bertold(vs) ti(m)merla pl(e)ba(nvs) ibide(m) Jo/ha(n)nes eldages hinric(us) cosvelt vicaieijf) / h(er)ma(nnvs)g) Jansberch m(a)g(iste)r vince(n)ci(vs) helmke(n) / honema(n) merte(n) va(n) lvtt(er) claves wi/ti(n)ck ha(n)s lesse”

„Heilige Maria Magdalena. Der Senior Johannes Blecker, unser Dekan, (und) die Kanoniker Detmar Becker, Dietrich Breier und Jordan von Meding haben aus ihren Kurien zu dieser Kapelle beigetragen. Bertold Timmerla, ebendort Pfarrer, Johannes Eldages (und) Heinrich Cosvelt, Vikare, Hermann Jansberg, Magister Vincenz, Helmke Honemann, Martin van Lutter, Klaus Witinck, Hans Lesse“

Ungewöhnlich ist, dass dem Schreiber mehrere Schreibfehler unterliefen. Diese wurden aber nicht, wie sonst in einem solchen Fall üblich, durch nachträgliches Glätten des Metalls wieder beseitigt, um einen fehlerfreien Text zu erhalten, sondern wie auf einem Blatt Papier durchgestrichen oder überschrieben. Geschrieben wurde auf vorgezogenen Linien, jeder Buchstabe ist mit schwarzer Farbe nachgezogen.
Laut Braunschweiger Zeitung vom 5. Mai 2023, wurde der Grundstein jetzt von der Zeitung, seit dem Abriss der Kapelle 1955 Besitzerin des Grundsteins, an das Braunschweigische Landesmuseum übergeben. Aufgrund langjähriger Umbauarbeiten am Haupthaus des Museums, dem ehemaligen Vieweg-Haus am Burgplatz, wird der Stein, für die Dauer dieser Arbeiten (voraussichtlich bis etwa 2029) als Dauerleihgabe dem Städtischen Museum zur Verfügung gestellt. Dieses macht ihn ab sofort in seiner Außenstelle im Altstadtrathaus in der dortigen Dauerausstellung zur Geschichte der Stadt Braunschweig der Öffentlichkeit zugänglich.

#### Maßwerk und Porträtköpfe

Einer der erhaltenen Konsolenköpfe der Maria-Magdalenen-Kapelle. Er befindet sich heute über einem Türdurchgang in der Dornse des Altstadtrathauses eingelassen.

Ebenfalls geborgenes Maßwerk der gotischen Fenster sowie die hölzerne Pforte und Maßwerk des steinernen, jetzt Alter Zeughof 1 (Theologisches Zentrum Braunschweig) verbauten Portals sind verschollen. Des gleichen Konsolen und drei der vier fein gearbeiteten Porträtköpfe. Die Köpfe befanden sich im Chor der Kapelle. Sie schienen das Kreuzgewölbe zu tragen. Mindestens zwei dieser Köpfe haben sich im alten Gebäude der Braunschweiger Zeitung Hutfiltern in einem Konferenzraum befunden. Sie sind heute unauffindbar. Ein Kopf wurde in der Dornse des Altstadtrathauses über einer Tür wiederentdeckt. Darüber hinaus sind zwei Statuen verschollen, die sich rechts und links des Eingangsportals (heute Alter Zeughof 1, ohne Figuren,) befanden. Zum einen Maria Magdalena (schon vor dem Krieg beschädigt), zum anderen ein Bischof.

Zeichnungen der 4 Konsolköpfe von 1950, angefertigt von Eberhard Frielinghaus, Pastor der ev.-reform. Gemeinde
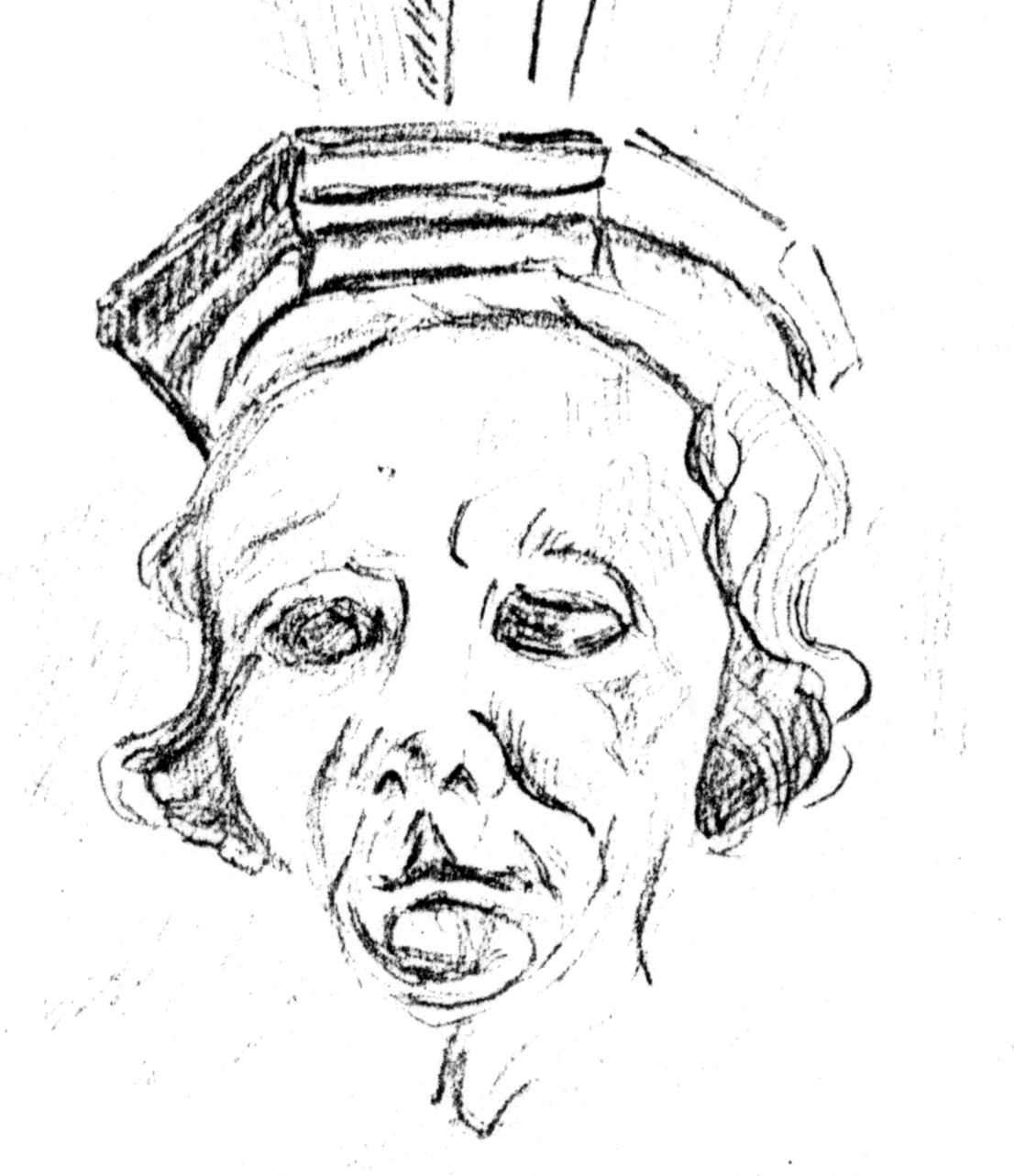
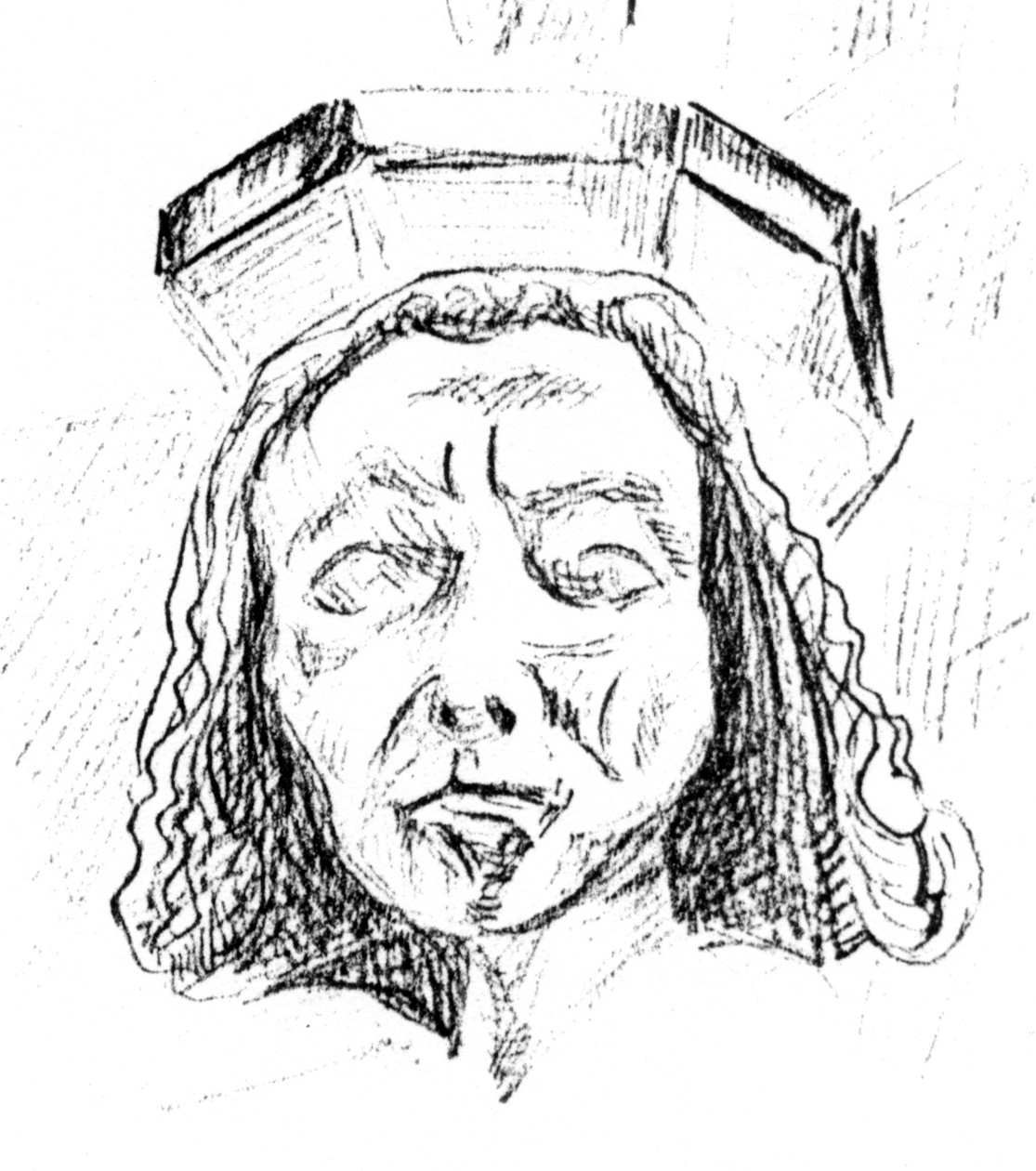
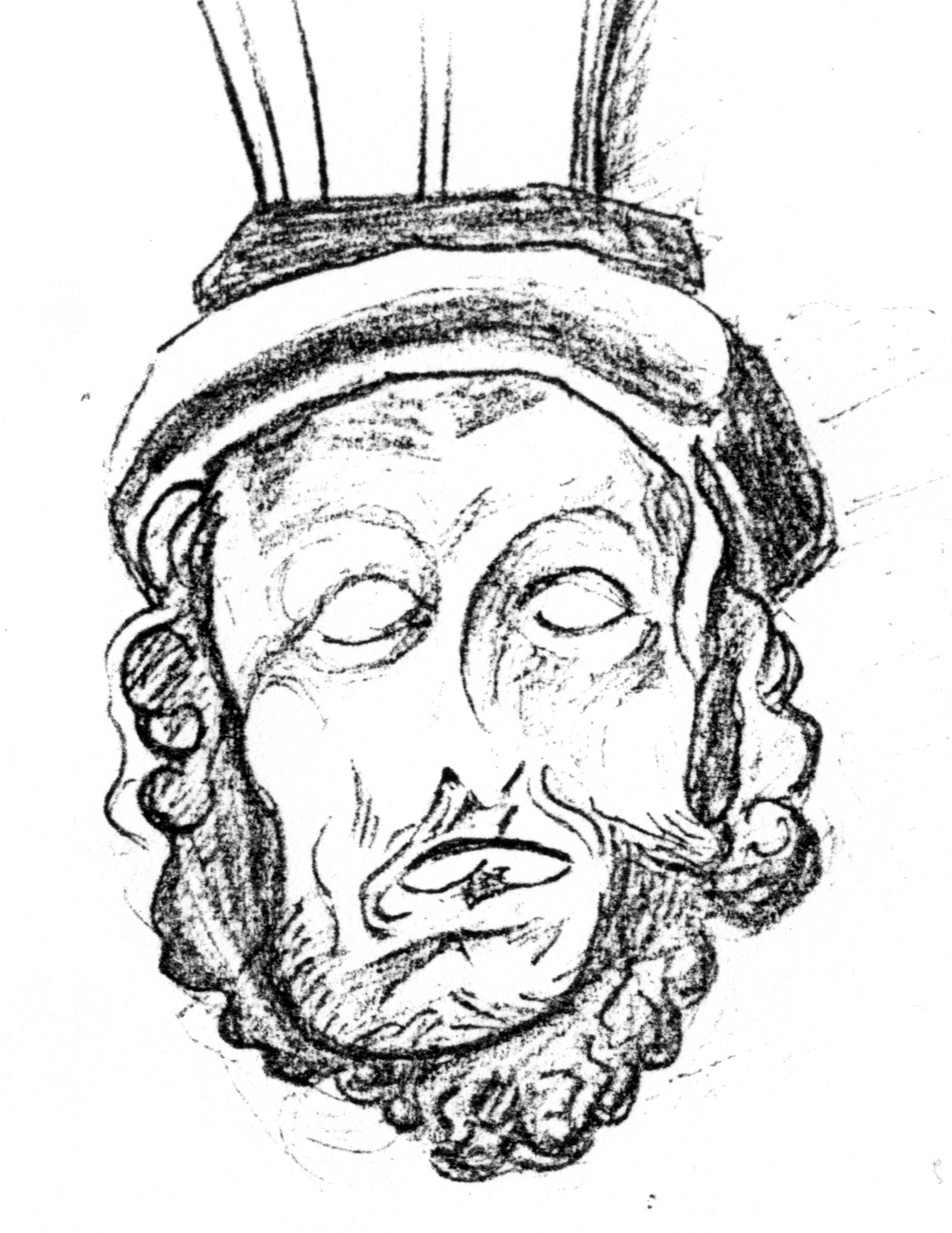
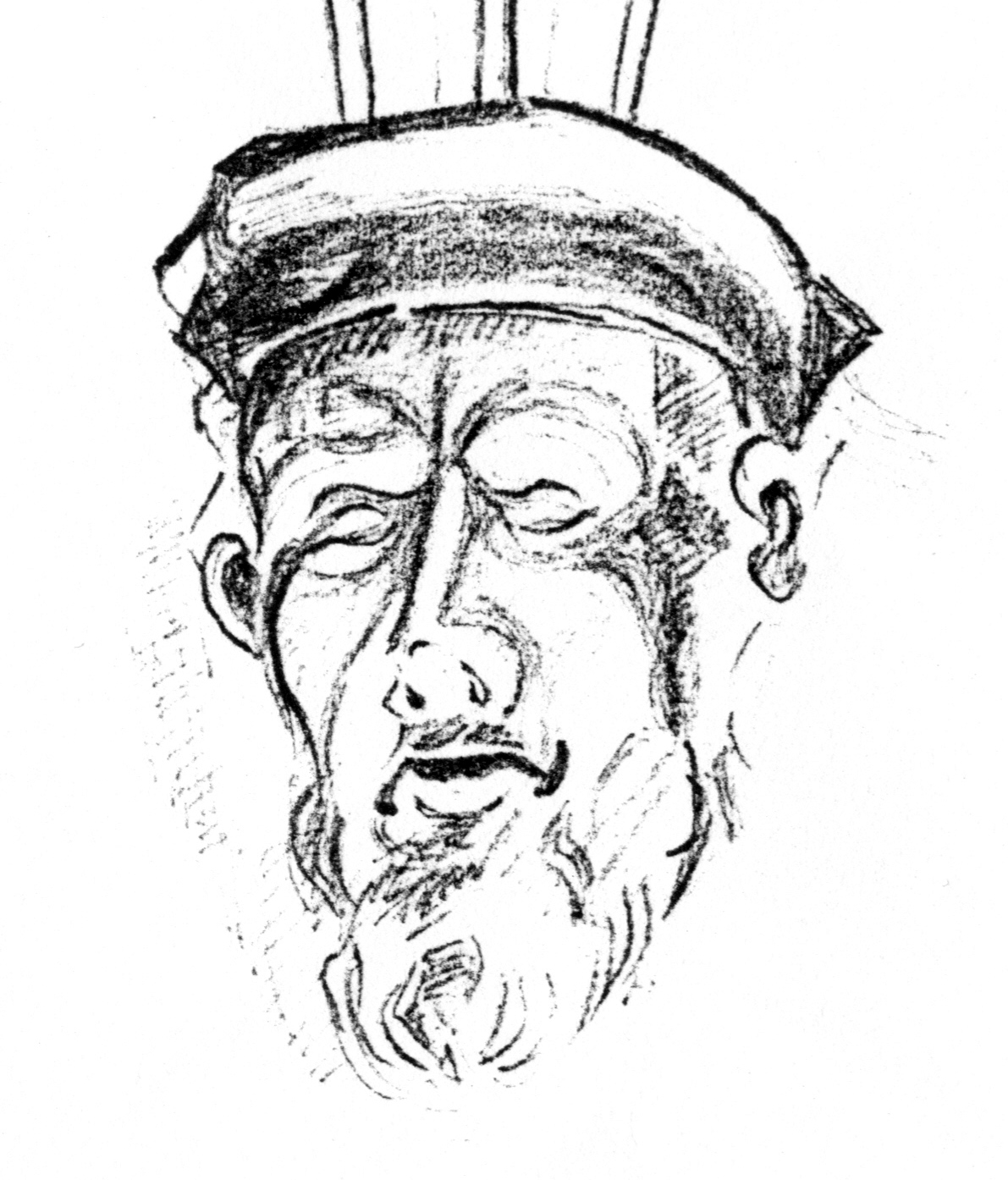

## Berichterstattung in der Braunschweiger Presse

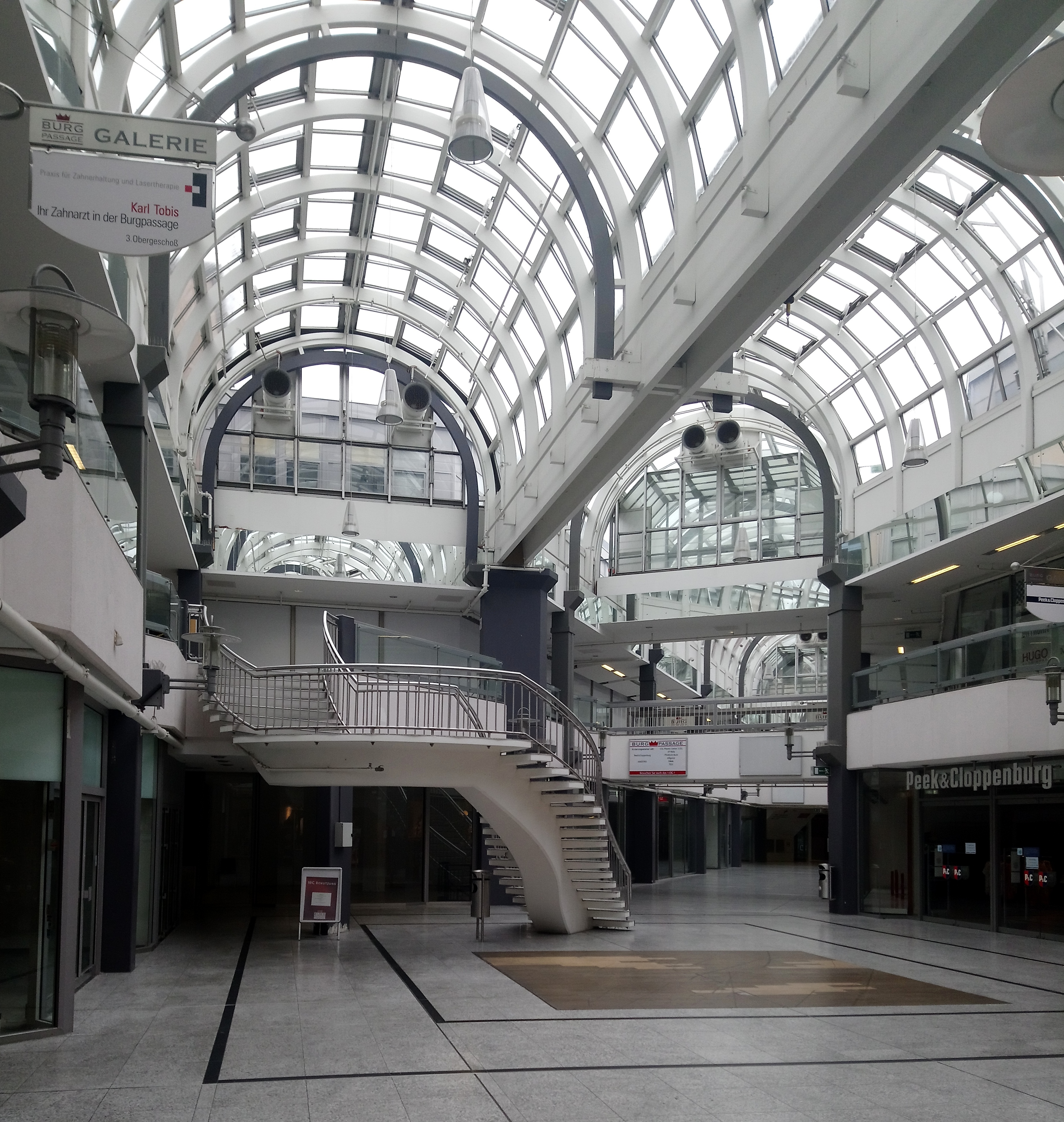
Die Burgpassage am 18. September 2021: Leerstand seit Mitte 2018.

Hatten die Braunschweiger Nachrichten noch im April 1955 vom geplanten Abriss der Maria-Magdalenen-Kapelle berichtet, so fand das Ereignis selbst unmittelbar darauf oder in den Jahren danach keinerlei Erwähnung in der Lokalpresse. Weder die Braunschweiger Nachrichten, noch die Braunschweiger Zeitung berichteten davon. 1965 erschien eine Jubiläumspublikation zur Feier des 100-jährigen Bestehens des Limbachverlages, in der zwar die Erweiterung des Verlagsgebäudes 1955 erwähnt wird, nicht aber der (dafür notwendige) Abriss der Kapelle. Erst 1981, 26 Jahre später, erschienen zwei Artikel in der Braunschweiger Zeitung. In einem bittet eine Leserin um Auskunft bzgl. der Geschichte des Gebäudes (vom 15. März 1981), im zweiten Artikel (vom 9. Juli 1981) mit dem Titel Erhaltene und verschwundene Zeugen Braunschweiger Kirchbaugeschichte wird die Kapelle und deren Abriss lediglich kurz erwähnt. Erst am 29. März 1997 erscheint, wiederum in der Braunschweiger Zeitung, ein – diesmal ausführlicher – Artikel mit dem Titel Verschwundene Kapelle, der darauf eingeht, dass das Stiftsensemble dem Erweiterungsbau des Verlagshauses weichen musste.
Am 16. September 2017 veröffentlichte der ehemalige Redakteur der Braunschweiger Zeitung Eckhard Schimpf in seiner wöchentlichen Kolumne „Klinterklater“ den Artikel Burgpassage und „Häusermord“, in dem er auf die Geschichte rund um den Abriss des Ensembles aufmerksam machte. Am 30. Dezember 2017 erschien der erste Artikel (Wo einst Magdalenas Kapelle stand) einer angekündigten Serie über Geschichte und Schicksal der Maria-Magdalenen-Kapelle mit einem Aufruf an die Leser, sich mit weiteren Informationen bei der Lokalredaktion zu melden. Mit diesem Artikel wurde auch öffentlich bekannt gemacht, dass sich der Grundstein immer noch im Besitz der Braunschweiger Zeitung befindet.